# Livets träd (keramik)

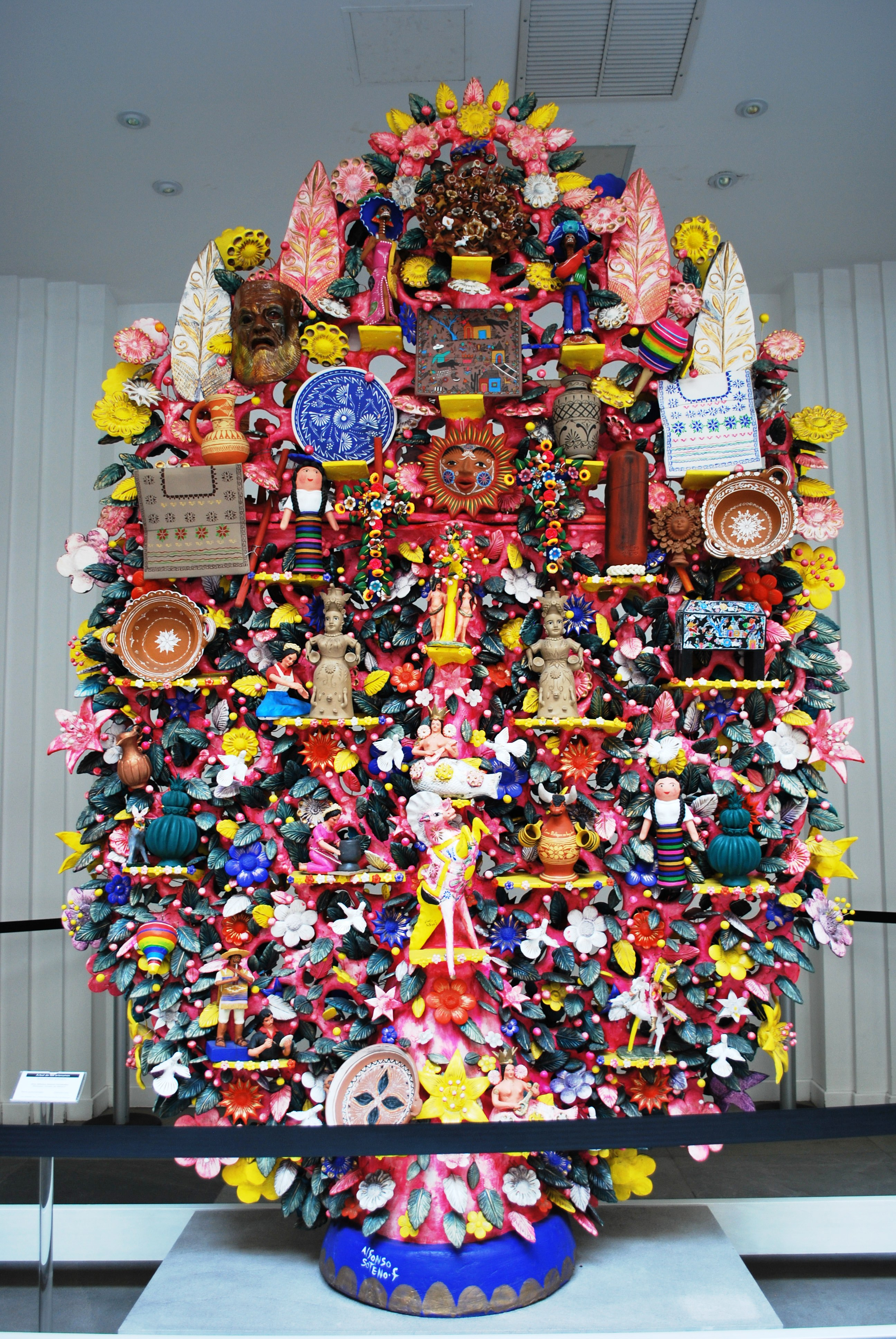
Livets träd skulptur gjord av Oscar Sotano, Museum de Artes Populares i Mexico City

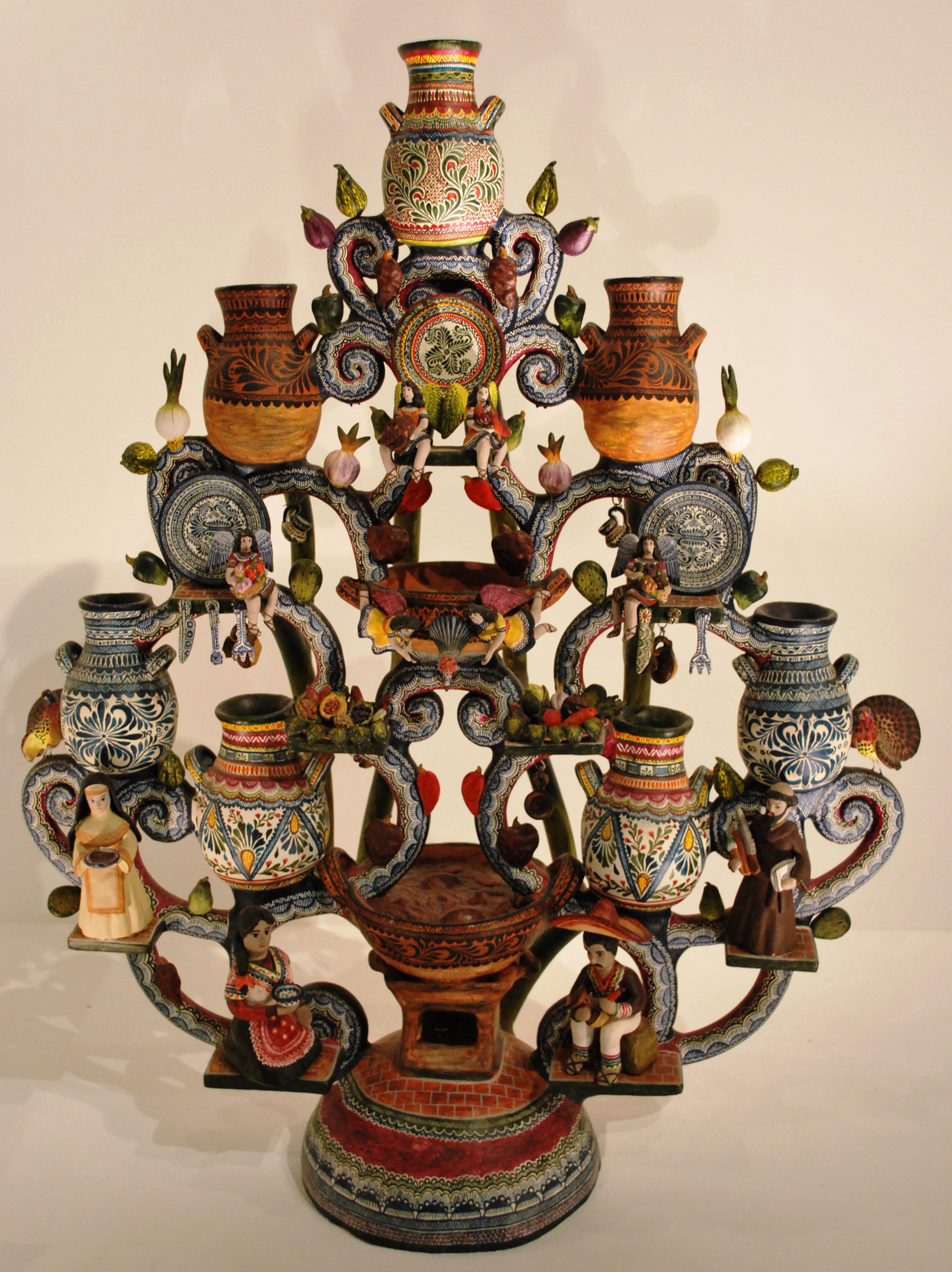
Träd med Talavera keramik tema

Livets träd (spanska: Árbol de la vida) är en folklig mexikansk konstform som är gjord av bränd lera. Det förekommer i centrala Mexiko, och behandlar ofta något bibliskt tema.

## Media
- Wikimedia Commons har media som rör Livets träd (keramik).